# Mehmet VI
Mehmet VI Vahdettin, född 14 januari 1861 i Konstantinopel (nuvarande Istanbul), död 16 maj 1926 i San Remo, Ligurien, var den 36:e och siste sultanen av Osmanska riket, tillika den näst siste kalifen (han efterträddes som kalif av kusinen Abd ül-Mecid II), från 1918 till 1922. Han efterträdde sin äldre bror Mehmet V. Han var son till Abd ül-Mecid I, och gift med Emine Nazikeda.
Mehmet tillträdde den 4 juli 1918, efter att riket kapitulerat inför ententen under första världskriget. Den 10 augusti 1920 undertecknade Mehmets representanter freden i Sèvres. Sedan republikanerna under Kemal Atatürk erövrat hela nuvarande Turkiet utom det av ententen ockuperade Konstantinopel med omnejd, avgick Mehmet den 1 november 1922 och lämnade Konstantinopel den 17 november ombord på ett brittiskt örlogsfartyg. Den 19 november blev Abd ül-Mecid II kalif. Den 3 mars 1923 förklarade folkförsamlingen i Ankara sultanatet upphävt. 
Mehmet gick i exil och bosatte sig först på Malta, sedan på Italienska rivieran, där han avled i San Remo den 16 maj 1926. Han ligger begravd i Tekkiye-moskén i Damaskus.